# Det regnar musik
Det regnar musik är en tysk musikfilm och komedifilm från 1942 i regi av Helmut Käutner, med manus av Käutner och Erich Ebermayer. Filmen bröt i flera avseenden mot de konventioner som rådde i Tyska riket på 1930-talet och 1940-talet, bland annat genom att exponera modern dansmusik och jazzmusik (då klassat som "entartete musik"). Filmens kvinnliga huvudroll är också betydligt mer initiativtagande och aktiv i handlingen än vad som under eran var vanligt. Den svenska premiären skedde i februari 1943.

## Handling
Kompositören Karl Zimmermann tvingas spela modern musik för att förtjäna brödfödan, trots att han avskyr det och egentligen komponerar klassisk musik. Han är tillsammans med populärsångerskan Anni Pichler, som han utan framgång försökt konvertera till klassisk musik. Trots sina olikheter älskar de varandra, och i slutändan kommer de att samarbeta i en av Annis revyer.

## Rollista
- Ilse Werner - Anni Pichler
- Viktor de Kowa - Karl Zimmermann
- Edith Oß - Trude
- Grethe Weiser - Monika Bratzberger
- Georg Thomalla - Franz Sperling
- Rolf Weih - Peter Schäfer
- Victor Janson - Pröschke, direktör
- Ewald Wenck - Knebel
- Wilhelm Bendow - teaterinspicienten
- Klaus Pohl - portier